# Rip Curl Pro Saint-Leu
Navigation
Édition précédente Édition suivante
Le Rip Curl Pro Saint-Leu est une compétition de surf qui s'est tenue du 24 au 30 juin 1996 sur l'île de La Réunion, département d'outre-mer français dans le sud-ouest de l'océan Indien. Organisé à Saint-Leu, une commune de l'ouest de l'île, il s'est disputé dans la baie de Saint-Leu, qui baigne le centre-ville. Il constituait le sixième événement de l'édition 1996 de l'ASP World Tour, le principal championnat organisé par l'Association des surfeurs professionnels. Il a été remporté par l'Américain Kelly Slater, qui s'est imposé en finale contre l'Australien Jake Paterson et a ainsi signé sa deuxième victoire de la saison.